# Epitaciolândia
Epitaciolândia är en kommun i Brasilien.   Den ligger i delstaten Acre, i den västra delen av landet, 2 300 km väster om huvudstaden Brasília. Antalet invånare är 15 126.
I omgivningarna runt Epitaciolândia växer i huvudsak städsegrön lövskog. Runt Epitaciolândia är det glesbefolkat, med 8 invånare per kvadratkilometer.